# Zachodnia Ukraina (organizacja)
„Zachodnia Ukraina” (ukr. Західня Україна) – ukraińska organizacja literacka, działająca w Charkowie w latach 1925–1933.
Początkowo była sekcją Związku Wiejskich Pisarzy „Pług”. Od kwietnia 1926 osobna organizacja, zrzeszająca ponad 50 pisarzy i artystów. Filie organizacji działały w Kijowie, Odessie, Dniepropetrowsku i Połtawie. Przewodniczącym był Dmytro Zahuł, następnie Myrosław Irczan. Przy organizacji od 1927 działało wydawnictwo o tej samej nazwie, publikujące magazyn Західна Україна i utwory członków grupy (własne i tłumaczenia, w tym z języka polskiego). 
W 1934 większość członków „Zachodniej Ukrainy” weszła w skład Ludowego Związku Pisarzy Ukrainy.
Najaktywniejsi członkowie organizacji to: Wasyl Atamaniuk, Dmytro Bedzyk, Wasyl Bobynśkyj, Wołodymyr Hadzinskyj, Mieczysław Hasko, Wołodymyr Hżycki, Lubomyr Dmytrenko, Mełetij Kiczura, Mychajło Kozoris, Fedir Małycki, Mykoła Marfijewycz, Myrosława Sopiłka, Mykoła Tarnowski, Iwan Tkaczuk, Ahata Turczynska, Antin Szmyhelśki.